# Les Loups (téléfilm)
Pour les articles homonymes, voir Les Loups.
Les Loups est un téléfilm français de Marcel Bluwal réalisé en 1959, inspiré de la pièce de théâtre de Romain Rolland.

## Synopsis
Pendant le siège de Mayence en 1793, le palais ducal de la ville sert de quartier général aux troupes de la Révolution française.

## Distribution
- André Valmy : Quesnel
- Michel Etcheverry : Teulier
- Jacques Castelot : D’Oryon
- Robert Dalban : Verrat
- Albert Dinan : Chapelas
- Georges Geret : Vidalot